# Toledo (Uruguay)
Toledo  è una città dell'Uruguay, situata a sud del dipartimento di Canelones. Si trova a 68 metri sul livello del mare. Ha una popolazione di circa 4.028 abitanti.